# Fotografia al Pallars Jussà

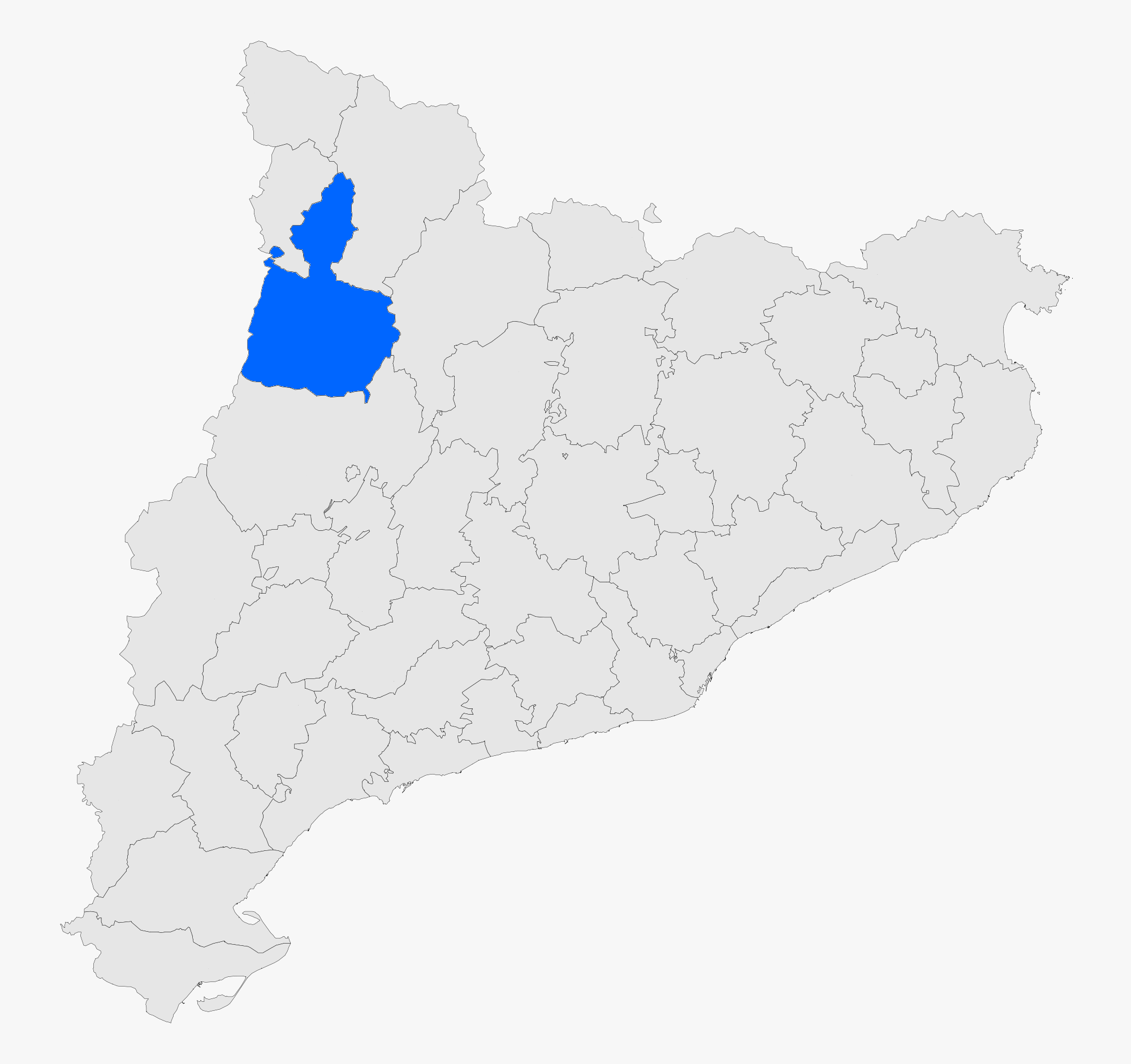
Localització del Pallars Jussà a Catalunya.

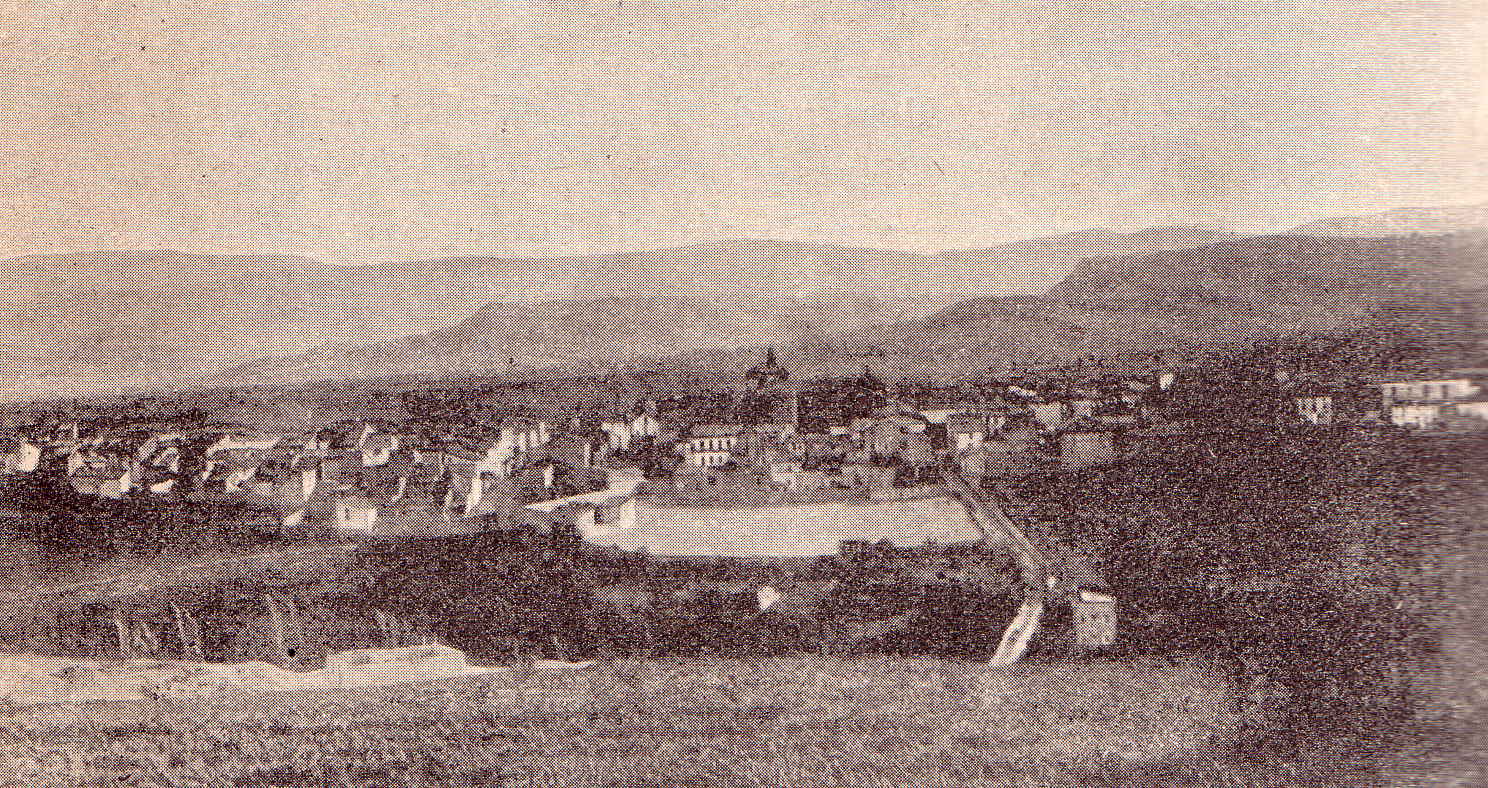
Fotografia de Posal del Pallars Jussà, Tremp.

Des dels inicis de la fotografia l'evolució de la càmera fotogràfica ha estat constant. A finals del segle xix es podria dir que la fotografia en si ja estava a l'abast de tothom, el que no es podia permetre gent de classe mitja era una càmera fotogràfica ni els seus materials per a revelar negatius. A les ciutats, els comerços i negocis especialitzats varen començar a sortir en aquells temps, finals del segle xix, tot i que al Pallars, i fins i tot generalitzant més, a tot el Pirineu, les primeres tendes i estudis varen aparèixer al llarg del segle xx.

## Moviment social entorn la fotografia
La fotografia ja feia temps que havia arribat al Pallars Jussà, almenys per a retratar paisatges de la zona o per a començar a fer un recull d'imatges, les quals més tard servirien per a escollir el Pallars com a lloc per instaurar-hi dos centrals hidroelèctriques. No va ser fins més tard que la revolució de la postal i els consursos fotografics hi arribarien amb molta força.

### Postals[1]
Amb la millora dels mètodes d'impressió i un preu reduït per a enviar-les per correu, van triomfar les targetes postals il·lustrades, impreses i editades per la indústria privada. En aquella època representaven un nou avenç tecnològic. Les primeres postals que retraten la ciutat de Tremp daten del 1905, fetes per Josep Claverol, fill de la Seu d'Urgell. Aquest personatge va a parar a Tremp conjuntament amb el bisbe de la Seu que va fer una visita pastoral a la tardor del 1904. A partir d'aquell moment, Tremp conjuntament amb altres llocs del Pallars Jussà, són retratats per diferents fotògrafs. Un exemple és el barceloní Àngel Toldrà Viazo, autor de la sèrie més important de postals de tot Catalunya durant els anys 1910-1930.
No és fins moments previs de l'inici de les obres de la Canadenca al Pallars Jussà, és a dir, abans del 1914, que el fotògraf L. Amirola retrata l'espai de Tremp i voltants, creant una col·lecció de postals encarregada per Jaume Bellera, mític pastisser de la ciutat. Ja un cop amb les obres de la central hidroelèctrica iniciades, Tremp i el Pallars és retratat constantment per fotògrafs estrangers provinents de les grans ciutats, ja que volen capturar els grans avenços tecnològics que les obres de la presa de San Antoni representen. L'interès de la població catalana va disminuint fins que finalment només dos fotògrafs continuen fent postals d'aquest fet: M.Soler i Silvi Gordó.

### Concursos i Exposicions
La primera data remarcable i una de les més antigues documentada és el 1957, tot i que la informació és poc clara i concisa. Principalment es tractaria d'una aportació al departament provincial de turisme per a la realització d'un concurs fotogràfic a la província de “Lérida”, és a dir, Lleida. Posteriorment se sap que ja hi va tindre lloc un concurs fotogràfic, que es farà a la ciutat de Tremp, capital del Pallars Jussà, amb l'arribada de les festes del ciutat. La convocatòria mostra que un primer concurs de “fotografia artística” hauria estat inaugurat el 8 de setembre, clausurant-lo el 13. Aquest està acompanyat d'uns altres tipus de concursos com uns “Juegos Florales” de la ciutat o una exposició de pintures a l'oli amb diferents premis. Citant el propi document extret de la revista PALLARS podem definir tímidament les bases del concurs:
| «                 | “Se otorgaran los siguientes premios: 1o, 1.000 ptas. ; 2o, 500 ptas. ; 3o, 500 ptas. ; 4o, 5o, 6o y 7o, 250 ptas. Podrán concurrir todos los fotógrafos nacionales, versando las obras obligatoriamente sobre paisajes, tipos y costumbres de la Comarca del Pallars. Las obras deberán remitirse al Excmo. Ayuntamiento de la Ciudad de Tremp antes de las 12 de la noche del día 25 de los corrientes.” | » |
| — Revista PALLARS | |   |

Seguidament, les mencions administratives en algunes entitats sobre concursos, exposicions i fins i tot cursos organitzats amb fotògrafs professionals són cada cop majors. La revista LO RAIER, segons documents del propi arxiu comarcal, va realitzar un seguit de sol·licituds d'espais i trofeus per a celebrar quatre concursos fotogràfics durant el 1987 i el 1990.
Entitats locals de Tremp, dirigides a tot el Pallars Jussà, varen fer diferents aportacions en l'àmbit fotogràfic durant els anys posteriors als concursos de LO RAIER, una d'elles va ser la SAM (Societat Amics de la Muntanya). Amb un gran nombre de documents que li atorguen un gran moviment cultural a l'entitat, es podria assegurar que la SAM, any rere any, es movia amb la fotografia amb l'ajuda del centre d'excursionistes de Catalunya.
Els inicis de les exposicions de la SAM es remunten al 25 de novembre 1967, realitzant- la al col·legi Pare Manyanet. Aquell esdeveniment fa que la junta de la pròpia entitat es plantegi la possibilitat de crear un arxiu fotogràfic de la SAM al 1969. El mateix any, fruit d'aquella junta, s'inaugura el 1r concurs de fotografia de muntanya i expedialògia organitzat per l'entitat, publicant les bases del concurs al seu butlletí mensual i realitzant- lo de l'11 al 14 de maig de 1969. Aquest concurs va tornar-se a emprendre l'any següent, al 1970 per les mateixes dates, però tot i la seva bona acollida per part de l'entitat no es va tornar a realitzar. Un seguit de concursos, exposicions i fets remarcables en l'àmbit de la fotografia varen ser realitzats durant els anys següents dins l'entitat.
Altres entitats com l'acadèmia militar de Talarn, la Minerva, va promoure diverses activitat fotogràfiques entre els estudiants i els dirigents d'aquell establiment. Amb premis considerables i poca participació, tot i així es varen realitzar. Al butlletí de l'acadèmia del 1987 es van nomenar als guanyadors de diferents concursos, un d'ells, de fotografia.

## Societat fotogràfica
Principalment la fotografia era un símbol de modernitat i alhora servia per a retratar a gent per un preu més assequible que el que es feia antigament, el retrat a dibuix. Al Pallars Jussà sorgeix com un nou símbol “turístic” amb les postals. En aquells moments, per als fotògrafs, el Pallars Jussà començava a ser conegut arreu del país, gràcies a les instal·lacions i construccions de la presa de Sant Antoni. Aquestes postals es realitzaven a partir de plaquetes de vidre, és a dir, la fotografia al negatiu, tot i existir, no era utilitzada i possiblement estava a l'abast de pocs. Més tard a algunes tendes de Tremp, com Casa Creus, o a la Pobla de Segur, com la papereria de Silvi Gordó, s'hi arribaria a vendre material de la marca Kodak.
L'art fotogràfic s'inicia amb diferents fotògrafs que comencen a experimentar amb paisatge o fins i tot amb retrat, com Pompeu Molist. En aquell moment la fotografia d'estudi ja te lloc al Pallars amb diferents comerços a la ciutat de Tremp o a La Pobla de Segur. La Guerra Civil influeix a negatiu o a positiu per als diferents autors, això és degut al fet que després de la victòria dels franquistes la necessitat de documents amb fotografies de retrat era obligatòria al país.
Des de Josep Boixadera a Barcelona fins l'Antoni Uriach a Tremp els fotògrafs de la zona també han aconseguit arribar a mons secundaris en l'àmbit fotogràfic, com la premsa. Els dos pallaresos varen arribar a treballar per a diferents diaris o revistes, realitzant reportatges fotogràfics.
És a partir de mitjans de segle quan aquí al Pallars, conjuntament amb l'arribada del tren, la fotografia es va fer popular un cop a l'abast de tothom. Des d'aquell moment la majoria de fotògrafs pallaresos amb una certa importància són d'afició, tot i que també segueix com a ofici en alguns casos, la venda de productes fotogràfics i alguns reportatges puntuals són la seva feina continua.
Actualment la fotografia com a ofici ja no conta amb el suport de l'exclusivitat de tindre una càmera fotogràfica, sinó que majoritàriament es regeix per les constants estètiques i artístiques.

## Fotògrafs destacats
Un Pallars Jussà capturat i retratat per molts autors diferents de arreu de Catalunya i del món, com Frederic Ritz, també va veure néixer als fotògrafs pallaresos. A finals del segle xix, l'activitat fotogràfica local era inexistent, foren els nascuts en aquell moment que a principis del segle XX començaren a instaurar-se tendes i negocis ja relacionats en la fotografia, i el més important, de gent nascuda al Pallars Jussà.
Fotògrafs del Pallars, alguns amb el seu propi estudi al territori i d'altres els quals van deixar les seves arrels al Pallars per marxar a viure fora, com Josep Boixadera. Aquests són els que representen de millor forma com evoluciona la fotografia al Pallars Jussà. Amb la seva fotografia ens mostren quins eren els principals interessos de la societat en aquell moment. Color, format, qualitat, son alguns dels diferents aspectes que van millorant amb el pas del temps, però el que sempre influirà més serà la personalitat.

### Agustí Rocafort Vilanova
Agustí Rocafort Vilanova, fou fotògraf de la Pobla de Segur (1870 - 1942). Considerant-lo d'ofici i professional per un recull de postals que se sap que es venien al seu negoci familiar.
Agustí Rocafort treballava principalment com a dependent en una botiga familiar especialitzada en la llibreria. El passatemps de la fotografia va introduir-se a la seva vida a partir del seu pare, el qual ja tenia una càmera fotogràfica. Així doncs, a partir d'un seguit de fotografies en vidre, de les quals ell n'era l'autor, va començar la seva comercialització en format de postals. Aquestes eren principalment imatges de la Pobla de Segur; panoràmiques del poble o alguns edificis significatius, com casa Mauri o casa Mestres entre d'altres. Voltants de la Pobla de Segur també foren retratats per ell, com els ponts del Flamisell i la Noguera, o fins i tot les obres de la central de Capdella. Sempre firmant amb les sigles A.R.V.

### Josep Boixadera i Ponsa[4]
Josep Boixadera i Ponsa, (Benavent de la Conca, Pallars Jussà, 1878 — ?)
En la seva infantesa per motius de família decideix marxar cap a Barcelona. Allí es fa fotògraf i acaba treballant per diferents publicacions de l'època, com Ilustració Catalana, així convertint-se en un fotoperiodista reconegut i un postaler que capturava diferents indrets de Catalunya i Pallars Jussà, lloc de naixement. Durant molts anys la seva obra era desconeguda però actualment es poden identificar molts dels seus treballs per la firma J.B o B.P.
Podríem dir que va ser un dels primers fotògrafs d'ofici que van voler retratar el Pallars Jussà, ja per feina o per estima al seu propi territori. La seva obra se centra entre finals del S.XIX fins a mitjans del S.XX, en moments de plena evolució fotogràfica.
Fotografies de retrats, panoràmiques, captures de paisatges i postals, completen la seva obra. Amb diverses temàtiques en el seu conjunt general, en canvi, a la Conca Dellà Boixadera prefereix capturar moments més familiars o únicament són simples fotografies de carrers, que vol que quedin emmarcats a la posteritat.

### Pompeu Molist Sala[5]
Pompeu Molist Sala,(Abella de la Conca, Pallars Jussà, 1895 — ?)
Una figura representativa en l'àmbit de la fotografia a Tremp, ja que s'hi dedicà d'ofici amb un propi estudi fotogràfic. Així sent en aquell moment el primer fotògraf establert professionalment a la capital del Pallars Jussà.
Al llarg del seu itinerari com a retratista va aconseguir, mitjançant un comunicat amb Kodak, obtenir els materials necessaris rebent- los directament de Madrid. Més tard Casa Creus començà la venta de productes fotogràfics, fet paral·lel amb la popularització de les càmeres fotogràfiques.
Els gairebé 50 anys d'exercici professional de Pompeu Molist com a retratista es poden dividir en tres grans etapes:
1. Època d'aprenentatge, de consolidació dels coneixements.
2. Època de plenitud creativa, Molist experimentà tot allò que li interessava, assajà tècniques de què disposava i creà elements decoratius per consolidar-se com a retratista en l'art del retrat creatiu.
3. Època de maduresa professional, amb un domini perfecte del ofici, Molist treballà tranquil·lament amb l'ajut de la seva filla i el seu gendre.

### Silvi Gordó Montaña
Silvi Gordó Montaña, (Pobla de Segur, Pallars Jussà, 1896 — ?)
Obrint un estudi fotogràfic a la Pobla de Segur quan tenia 14 anys va ser molt possiblement el primer fotògraf d'ofici al poble. Aquest fet va donar-li el sobrenom de “el fotògraf de Pobla”. La seva passió per a l'oci de la fotografia es va convertir amb professió un cop va començar a crear, a partir de captures seves, postals de la Pobla i Pallars i posant-les a la venta. Més tard va arribar a fer postals amb un to més fantasiós.
L'estudi, o més aviat la tenda, proporcionava al poble diferents serveis fotogràfics, com el retrat o la venta d'articles de la famosa marca Kodak, també fent la funció de papereria. Les ampliacions de la tenda van convertir-la en un “tot a cent”.
Una parada en la seva carrera, marcada per la guerra civil, no va desanimar-lo per reprendre la fotografia un altre cop al tornar a casa, just després de passar per la presó. Aquest fet va ser perquè fou l'alcalde de Pobla de Segur des de 1934 a 1937.

### L.Amirola
L. Amirola, fotògraf de Tremp durant un període indefinit, ja que tot i la recerca exhaustiva no s'hi troben dades biogràfiques, personals i professionals.
Amirola té un recull de postals de diferents poblacions, entre elles Balaguer o Tremp. D'aquestes postals sen pot veure a la cara posterior de la imatge “logotips” o frases i noms que remarquen quin era l'ofici del fotògraf.
Se sap que treballava a Tremp i era del poble per diferents publicacions de diaris o revistes de la zona, dins d'elles cal destacar anuncis publicitaris del seu estudi o redaccions, dels quals els més recents marquen l'any 1914. Gràcies a aquests anuncis sabem que els seus horaris eren reduïts i que els encàrrecs fora de temps sabien de fer a un altre local al qual hi havia una perruqueria. Això ens indica que possiblement la fotografia era una segona feina.

### Antoni Uriach
Antoni Uriach, neix a la ciutat de Tremp al 1923 i s'inicia a la fotografia com a aficionat amb 20 anys. En aquella època les seves fotografies eren principalment d'amics del poble.
La seva importància com a fotògraf al Pallars és remarcable, ja que la qualitat dels seus reportatges fotogràfics són similars o millors a grans fotògrafs reconeguts de Barcelona en aquells temps. Va arribar a treballar per a diferents diaris de Lleida, així iniciant-se al món de la premsa, on més tard va treballar de corresponsal al diari La Mañana.
Els seus inicis amb negoci varen començar al 1949 quan la gent li demanava comprar fotografies que ell havia realitzat a l'aplec de Mur, el qual es segueix realitzant actualment. La venta de fotografies revelades a la gent del poble va seguir en augment i l'Antoni Uriach ja s'inicià a treballar com a fotògraf del poble, dirigint-se a diferents avens de la ciutat. L'any 1950 realitza el seu primer reportatge oficial per a l'ajuntament de Tremp, l'arribada del tren a la capital comarcal. Aquest fet va fer que es el seu ofici principal fos el de fotògraf. La seva obra es conserva al seu propi arxiu, un arxiu que l'Antoni Uriach va voler anar ampliant al llarg del temps.
A partir d'allí va treballar amb diferents feines relacionades amb la fotografia, com a la premsa, la qual ja hem esmentat abans, o feines privades com reportatges de casaments o de festes populars del poble. La fotografia a l'estudi també va ser una opció per a l'Antoni Uriach, el qual va habilitar un espai per a posar-hi l'estudi i l'habitació fosca, per a poder revelar les fotografies. Més tard, i ja coincidint amb el fotògraf Jordi Uriach, el seu fill, la família Uriach va comprar una impressora de paper fotogràfic, la qual revelava les fotos ella mateixa sense necessitat de fer-ho a mà.

### Andreu Gelabert
Andreu Gelabert, fotògraf de Tremp i nascut a Astell al 1925, la fotografia era la seva segona feina dins de la empresa per la qual treballava, FECSA.
Andreu Gelabert apart de ser treballador de FECSA també realitzava feines secundaries fora l'empresa en els seus dies lliures, per exemple alguns reportatges de bodes. Dins l'empresa se li demanaven reportatges de les instal·lacions hidroelèctriques de la zona, així convertint-se en un fotògraf significatiu de la comarca dins l'arxiu de FECSA. Alguns dels molts fotògrafs que van retratar les obres de la central hidroelèctrica de Talarn no varen romandre a la comarca, ja que provenien de l'estranger, més tard poca gent va quedar per la zona per a seguir capturant els avenços hidroelèctrics.
Les seves imatges van ser publicades a diaris de l'època com: El Correu Català̀, Europa Press, El Diario de Lerida, La Vanguardia Española, La Mañana de Lérida i especialment la portada de la Vanguardia Española de 18 de juny de 1972, amb dos fotografies de l'autor del retaule de la Verge d'Abella de la Conca, pocs dies abans del seu robatori, acompanyant el text “Una España que hay que salvar”.